# Heinrich Blümner

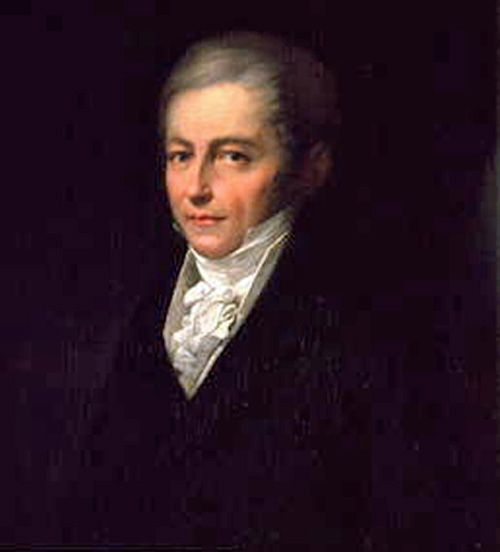
Heinrich Blümner um 1804, Ölgemälde von Anton Graff

Heinrich Blümner (* 18. Oktober 1765 in Leipzig; † 13. Februar 1839 ebenda) war ein deutscher Jurist und Mäzen.

## Leben
Heinrich Blümner war der Sohn des Leipziger Kreishauptmanns Johann Gottfried Blümner (1724–1798). Nach dem Besuch der Nikolaischule studierte er von 1782 bis 1788 an der Leipziger Universität Philosophie und Rechtswissenschaften. Sein Studium schloss er mit der Promotion zum Dr. jur. ab. Anschließend wirkte er am Leipziger Oberhofgericht.
1794 wurde er Mitglied des Rates der Stadt und hier 1804 zum Stadtrichter, 1810 Stadtbaumeister und 1828 zum Proconsul ernannt. Bereits als Stadtrichter nahm er 1807 als Vertreter Leipzigs an der sächsischen Ständeversammlung teil und nahm ab 1820 im Landtag wichtige Funktionen ein.
Ab 1802 war er Mitglied der Gewandhaus-Konzertdirektion und ab 1803 Redakteur der Leipziger Literaturzeitung.
Fürs Theater sehr begeistert, pflegte er in seinem Wohnhaus in der Universitätsstraße eine Liebhaberbühne und schrieb auch eigene Stücke. 1818 veröffentlichte er eine Abhandlung zur Geschichte des Theaters in Leipzig, nachdem er mit Karl Theodor Küstner (1784–1864) und Leipziger Kaufleuten den Umbau und die Wiedereröffnung des Alten Theaters 1817 als Theater der Stadt Leipzig initiiert hatte und dessen Inspektor wurde.
Heinrich Blümner war auch über viele Jahre der Vorsteher der Leipziger Ratsbibliothek, die 1832 in Leipziger Stadtbibliothek umbenannt wurde.
1798 hatte er von seinem Vater Rittergut und Schloss Großzschocher mit dem zugehörigen Windorf sowie einen Anteil an Gut und Schloss Frohburg geerbt. Letzteren überließ er 1801 seinem Bruder Ernst Blümner (1779–1815). Als Heinrich Blümner 1839 verwitwet und kinderlos starb, vererbte er Großzschocher an seine beiden Nichten Laura und Minna, beides Töchter seiner Schwester Caroline Gruner († 1853). Minna war die Gattin des sächsischen Staatsministers Johann Paul von Falkenstein (1801–1882).

## Mäzenatentum
In seinem Testament, das er am 29. Februar 1832 verfasste, sah er folgende Zuweisungen vor, die nach seinem Tode wirksam wurden:
- 4000 Taler für die Armenanstalt,
- 2000 Taler, zwei Ölgemälde und einen Silberkelch für die Kirche Großzschocher,
- 3000 Taler für das Armenwesen der Dörfer Großzschocher und Windorf,
- 20.000 Taler an den König von Sachsen, welche dieser zur Gründung des Leipziger Conservatoriums der Musik einsetzte,
- über 7300 Bände seiner privaten Büchersammlung an die Leipziger Stadtbibliothek,
- 500 Taler für die Theater-Pensionsanstalt mit jährlich auszuzahlenden Zinsen (Testamentsnachtrag vom 19. August 1833)[5]

## Würdigung
Die Blümnerstraße im Leipziger Stadtteil Schleußig wurde 1896 nach ihm benannt.

## Werke
- Heinrich Blümner, Die Dorffeyer: Ein Schauspiel mit Gesang in einem Akte; Zum Prolog auf das höchste Geburtsfest unsers gnädigsten Landesvaters, 1790
- Heinrich Blümner, Entwurf einer Litteratur des Criminalrechts, Grieshammer, Leipzig 1794 (Nachdruck: Keip-Verlag, Goldbach, 1996, ISBN 3-8051-0314-X)
- Heinrich Blümner, Geschichte des Theaters in Leipzig – von dessen ersten Spuren bis auf die neueste Zeit, Leipzig 1818  (Nachdruck: Zentralantiquariat der Deutschen Demokratischen Republik, Leipzig 1979)
- Heinrich Blümner (Hrsg.), Land- und Ausschusstags-Ordnung des Königreiches Sachsen vom Jahre 1728 und allgemeine Kreistags-Ordnung vom Jahre 1821 – Mit Zusätzen, Breitkopf und Härtel, Leipzig 1828